# Йован Цвиич
Йован Цвиич (на сръбски: Јован Цвијић) е сръбски географ и геолог, председател на Сръбската кралска академия и ректор на Белградския университет.

## Биография
Йован Цвиич е роден през 1865 година в Лозница в семейството на Мария и търговеца Тодор Цвиич. Завършва началното училище в Лозница, а после продължава основното си образование в Лозница и Шабац. Средното си образование получава в Първа белградска гимназия. След като завършва гимназията в 1884 година иска да учи медицина в чужбина, но не успява да добие финансиране от лознишката община. Тогава преподавателят му Владимир Карич от Шабачката гимназия му предлага да слуша лекции по география във Великата школа в Белград. Цвиич се съгласява и още през същата година се записва в Природоматематическия факултет, който завършва в 1888 година. През 1888/1889 година е преподавател във Втора белградска гимназия. След 1889 година се записва във Виенския университет да специализира физическа география и геология. Там получава държавна стипендия. Завършва университета през 1892 година, а през 1893 година става доктор в университета. През март 1893 година става редовен професор във Философския факултет в Белград. Първо изнася лекции по физическа география и етнография, а после – само по география. Дисертацията му е озаглавена Das Karstphänomen.
На 12 април 1921 година е назначен за председател на Сръбската кралска академия.
Умира в Белград на 62 години през 1927 година.

## Цвиич за българите
Йован Цвиич в своето съчинение „Балканският полуостров и южнославянските земи“ (Цвиjиh, 1885) пише, че „старото етнографско име българи е загубило през турското владичество своето етнографско значение“ и в по-голямата част на полуострова „с него се означава селското население, живяло под чифлишки режим“, a „името българи е загубило националното си значение и в обширни области на Балканите се употребява в икономически смисъл като рая, земеделец, селянин“. След основаването на Българската екзархия през 1870 и Освобождението на България през 1878 г. българското име придобива националното значение. Друго „откритие“ на Цвиич се отнася до въпроса как македонците станали българи. Според него „под тежкия стопански ред и турския натиск сръбското население на Вардарската област било готово съвсем да забрави своите исторически традиции, още повече, че неговите най-силни представители са отседнали на север“.
Друго „откритие“ на сръбския етнолог е, че сред жителите на Македония липсва национално съзнание. Според него националното съзнание в Македония и Шоплука не е така развито. Две са областите, загубили своята народност и запазили следи от сръбската историческа традиция: (юнашки епос, задруга, семейна слава, исторически спомени за общност със сърбите) Македония и Шоплука. Източната граница на тази обща област според Цвиич е р. Искър и р. Струма. Но кои са българите и какъв е техния произход? На изток от Искър и Струма населението е различно. Там има много монголоидни типове, които се увеличават по посока на Черно море. След славяните през Долнодунавската равнина преминават туранските прабългари, печенези, кумани и татари, които се претопяват сред славянското население. Оттук произлиза разликата в етническия състав на източнобалканския тип и останалите славяни, с „които българите нямат устойчиви връзки“. Внушението на текста е, че българите не са част от южните славяни и не притежават типичните за тях културни черти, семейна и родова слава, юнашки епос и пр.
Тези представи за българите, македонците и шопите, които включват и други подобни по съдържание съчинения, създадени в края на XIX и началото на XX век са в основата на политическите претенциите на Сърбия към Македония и Шоплука. Те влияят при определянето на източната граница на Сърбо – Хърватско – Словенското кралство след Първата световна война и поставят началото на продължителен процес на насилствена промяна на идентичността на българите там в това число и на създаването на „Македонската нация“ в Титова Югославия, използвайки се и в македонистки публикации на самия Тито.
През 1906 година публикува „Няколко наблюдения върху етнографията на македонските славяни“. В книгата развива тезата, че широко разпространеното сред европейските етнографи от онова време схващане, че македонските славяни принадлежат към българската народност, е погрешно. Твърди, че македонските славяни нямат развито народностно чувство и са предразположени да станат сърби или българи. Издънка на тази доктрина е представянето на македонците в югославската и скопската историографии като често подвеждащи се по чужди внушения и пропаганда, най-вече български, но израствщи от неосъзната общност в осъзнат народ, макар и непоследователни в отстояването на националните си стремежи.
През 1909 година като изразител на сръбската политика за неутрализиране на българските интереси в Македония, за първи път публикува етнографска карта, на която македонските славяни са изобразени като отделна етническа група. Но през 1912 година същия публикува друга карта в британското списание Review of Review, в която признава Македония южно от Скопие за принадлежаща на „българската етнографическа област“. Според антрополога Лоринг Данфорт картите на Цвиич са имали голямо влияние в следвоенна Европа и са способствали за разпространението на идеята за отделна група „македоно-славяни“, както и за приемането на правото на новосъздаденото Кралство на сърби, хървати и словени да владее над голяма част от Македония.